# Gloups ! je suis un poisson
Pour plus de détails, voir Fiche technique et Distribution.
Gloups ! Je suis un poisson (Hjaelp, jeg er en fisk) est un film d'animation germano-irlando-danois réalisé par Michael Hegner et Stefan Fjeldmark, sorti en 2000.
Le film met en scène Fly, sa petite sœur Stella et leur cousin Charles (surnommé Chuck) qui découvrent par hasard un laboratoire, et par accident Stella confond de la grenadine avec une potion qui change les gens en poissons. Les trois enfants se retrouvent transformés en poisson volant, étoile de mer et méduse. Le savant ayant inventé la potion leur apprend qu'ils doivent prendre l'antidote avant 48 heures, sinon ils resteront sous cet aspect toute leur vie. Mais l'antidote a disparu au fond de la mer... Parallèlement, Joe un effrayant poisson, un requin incontrôlable et un crabe agressif avalent par accident de la potion et commencent à acquérir de l'intelligence. L'antidote se vide et les chances de retour à l'humanité de nos trois héros se réduisent… Sauf s'ils parviennent à refaire l'antidote avec les ingrédients se trouvant dans l'océan.

## Synopsis
Le film commence dans la chambre de Fly, un adolescent passionné de pêche. Alors qu'il s'apprête à aller pêcher, ses parents Bill et Lisa lui annoncent qu'ils sortent et que sa tante Anna, accompagné de son cousin Chuck, sont venus pour garder sa petite sœur Stella.
Alors qu'Anna lit une histoire à Stella pour qu'elle s'endorme, c'est elle qui s'endort la première. Fly veut profiter de ce que sa tante dort pour sortir pêcher et force Chuck à l'accompagner. Les trois enfants se rendent à la mer, au bord d'une falaise. Fly pêche une boîte de conserve, qui contient un hippocampe. Stella se prend tout de suite d'affection pour l'animal, qu'elle affirme comme étant de sexe féminin et la surnomme Sacha. Malheureusement, elle doit la remettre à l'eau pour ne pas qu'elle meure.
Alors que les enfants s'apprêtent à rentrer, ils sont surpris par la marée haute et sont bloqués sur la falaise. Heureusement, ils découvrent un passage secret, qui mène à un laboratoire. En explorant les lieux, ils découvrent que le laboratoire appartient au Professeur H.O. Crevette, diplômé en biologie marine. 
A l'étage, les enfants rencontrent le Professeur Crevette, qui leur présente une de ses dernières inventions. Inquiet concernant le réchauffement climatique qui menace l'humanité, il a mis au point une potion qui transforme les humains en poissons. Ainsi, si les eaux venaient à inonder les continents, les humains pourraient envisager la vie sous-marine. Le Professeur donne les ingrédients de la potion avec sa chanson Poissionant.
Le Professeur s'apprête à faire démonstration de sa potion et demande à Fly de filmer pour immortaliser ce moment. Mais avant cela, il prépare l'antidote afin de renverser le processus. Stella remarque la potion qu'elle prend pour de la grenadine et la boit. Dans sa transformation, elle baisse par inadvertance le levier du générateur et coupe le courant. Le professeur le rallume vite afin que l'eau continue de circuler dans des pompes qui puisent l'eau dans l'océan.
Fly s’inquiète de ne plus voir sa sœur et tout le monde la cherche. Fly remarque alors une étoile de mer par terre et s'apprête à la jeter à l'eau. Chuck examine la caméra qui a continué de filmer et découvre avec horreur que Stella s'est transformé en étoile de mer... celle que Fly vient de jeter dans l'océan.
Fly, Chuck et le professeur prennent un bateau et tentent de retrouver Stella, en vain. Fly décide alors de boire la potion pour se transformer en poisson et partir à sa recherche. Le professeur l'avertit que s'il ne boit pas l'antidote dans les 48 heures, il restera un poisson à jamais. Malgré ça, Fly boit la potion, saute dans l'eau et devient un poisson volant de Californie. Chuck et le Professeur sont emportés dans les vagues. Chuck boit lui aussi la potion afin d'échapper à la noyade. L'antidote coule au fond de l'océan.
Dans l'océan, un requin-citron et son poisson-pilote boivent accidentellement de l'antidote et acquièrent l'intelligence humaine. Le poisson réalise aussitôt le potentiel de la potion et décide de s'en servir pour fonder son empire. Il commence par donner de l'antidote à un crabe qui se prend immédiatement pour un soldat. Pendant ce temps, Bill et Lisa rentrent chez eux. Anna leur annonce affolée que les enfants ont profité de son sommeil pour partir.
Stella se réveille et découvre avec surprise qu'elle est devenue une étoile de mer et qu'elle est maintenant dans l'océan. En explorant les environs, elle retrouve l'hippocampe Sacha. Alors que les deux amies jouent ensemble, Fly les retrouvent. Le frère et la sœur découvrent la joie d'être des poissons dans la chanson Rien n'est pareil. Peu après, le trio retrouve Chuck, qui est devenue une méduse lune. Chuck leur annonce que l'antidote et tombé à la mer et que le Professeur s'est sûrement noyé. Alors qu'ils se croient seuls, les enfants ont la surprise d'entendre des poissons parler. Ils leur apprennent qu'ils doivent leur intelligence à "Joe et à sa potion magique". Les enfants comprennent que c'est l'antidote et s'embarquent dans un cachalot. Sur place, ils découvrent que Joe a bâti son empire dans une épave de bateau et qu'il a offert l'intelligence à des milliers de poissons. Ils parviennent à entrer pour assister au meeting, où Joe présente ses intentions avec sa chanson Prince des écailles que Fly vient interrompre pour tenter de reprendre l'antidote à Joe en vain, et tous se font arrêter.
Joe emmène les enfants dans son bureau et, ayant compris qu'il en savaient plus que lui sur la potion, leur demande la recette, mais Fly ne s'en souvient plus et jure que seul le professeur connaissait la recette. À bout de patience, Joe décide d'enfermer les enfants dans une cage et d'envoyer Sacha dans un camp de travail. Joe prévient les enfants que s'ils ne donnent pas la recette de l'antidote avant le lendemain matin, ils les donnera à manger à son requin. Parallèlement, on découvre que le Professeur Crevette a échappé à la tempête et est échoué sur un rocher.
Pendant ce temps, Bill, Lisa et Anna demandent l'aide de la police pour retrouver leurs enfants, en vain. Bill et Lisa découvrent que le matériel de pêche de Fly n'est plus là et se rendent aussitôt à la plage. Sur place, ils trouvent un fil de canne à pêche qui mènent jusqu'à la falaise et le suivent.
Alors qu'elle effectuait des travaux forcés, Sacha parvient à s'échapper et rejoint les enfants pour les aider à sortir de la cage. Alors qu'ils sont sur le point de fuir, Joe et le requin les interceptent, mais ils profitent d'une erreur du crabe pour s'enfuir. Joe réunit toute son armée et leur ordonne de retrouver les fuyards. Une fois à l'abri, Chuck est désespéré car non seulement le seul antidote qui restait est entre les mains de Joe, mais en plus le Professeur n'est plus là pour en fabriquer un autre. Fly se rappelle soudainement des ingrédients grâce à la chanson que le Professeur leur a chanté et décide qu'ils doivent fabriquer un nouvel antidote eux-mêmes. Chuck leur rappelle qu'il ne leur reste plus beaucoup de temps avant de rester définitivement des poissons, mais Fly reste optimiste. Le groupe parvient à trouver tous les ingrédients dans la chanson Avec un peu de magie.
Pendant ce temps, Bill, Lisa et Anna découvrent le laboratoire secret du Professeur, qui a réussi à rentrer grâce à un radeau de fortune. Le professeur leur apprend que leurs enfants ont été transformés en poissons. Bien évidemment, ils ne le croient pas. Mais le professeur parvient à prouver ses dires grâce à la vidéo de la transformation de Stella.
Sous l'eau, le groupe n'a plus qu'à trouver de l'encre de pieuvre pour finir l'antidote. Pour cela, Fly à l'intention d'utiliser un miroir pour l'effrayer, comme le Professeur l'a fait. Chuck, lui, inquiet par le temps qui file, trouve une montre afin de surveiller le temps qui leur reste. Fly est agacé par le pessimisme de Chuck. Alors que les deux cousins se disputent, une pieuvre apparait juste devant eux et s'apprêtent à les manger. Mais au dernier moment, elle les lâche, s'enfuit et crache de l'encre que Fly récupère. Alors que Fly est persuadé que son plan a marché, le groupe découvre que c'est en réalité Joe et toute son armée qui a effrayé la pieuvre. Ce dernier boit la fin de la bouteille d'antidote et donne un dernier avertissement au groupe : soit ils l'aident à fabriquer plus d'antidote, soit ils mourront tous mais essuie l'opposition de Fly. Impatient de vouloir les manger, le requin déclare qu'ils n'ont plus besoin de potion et sont déjà bien assez intelligents, mais Joe lui avoue qu'il souhaite une société poissonnière exceptionnellement intelligente et le renvoie sèchement. Joe tente alors d'argumenter avec Fly, Chuck et Stella en les nommant commandants de ses laquais et chefs de ses armées pour les convaincre d'accepter de lui donner la recette de l'antidote, mais le requin l'attrape, lui reprochant de ne pas les lui donner à manger comme il lui avait promis. Le groupe en profite pour fuir, mais le crabe attrape Fly pour lui voler l'antidote et le blesse gravement. Le crabe boit tout l'antidote et devient encore plus intelligent. Il ordonne aux troupes d'encercler le groupe pour les enfermer. Mais soudain, un énorme tourbillon apparait, emportant tout sur son passage. Tous les poissons alentour sont emportés, sauf les enfants et Joe qui en échappent miraculeusement. On découvre que le tourbillon a été provoqué par la panne du moteur du Professeur Crevette, allé en mer avec Bill pour retrouver les enfants. Le requin se retrouve avec la tête coincée dans le moteur.
À la suite de la tornade, Fly, très mal en point, demande à Chuck combien de temps il leur reste. Chuck dit qu'il leur reste à peine douze minutes. Fly perd espoir et est certain qu'ils ne redeviendront jamais des humains. A ce moment-là, Chuck découvre qu'ils sont juste devant la pompe du laboratoire. Il part, laissant les autres seuls. Fly finit par perdre connaissance.
Quand il se réveille, il voit Chuck le porter dans une chaussette. Chuck lui expose son plan : grâce à la pompe, ils vont entrer dans le laboratoire et boire un autre flacon d'antidote posé sur une table, que Chuck a remarqué lorsqu'ils ont visité le laboratoire. Fly lui rappelle que passer dans la pompe peut les tuer et que même s'ils parviennent jusqu'au laboratoire sains et saufs, la pompe va les conduire dans des aquariums remplis de piranhas. Malgré cela, Chuck s'en tient à son plan. Avant d'y aller, il demande à Stella de dire au revoir à Sacha, car c'est bien trop dangereux pour un hippocampe. Après des adieux déchirants, Stella laisse Sacha et part rejoindre Fly et Chuck.
Il reste six minutes quand les enfants entrent dans la pompe. Grâce à divers objets que Chuck a ramassé, ils parviennent à parcourir la pompe sains et saufs et à entrer dans le laboratoire. Malheureusement, Joe les a suivi, toujours décidé à avoir de l'antidote. Une fois dans l'aquarium des piranhas, Chuck les piège dans le conduit pour faire déborder l'aquarium. L'eau se remplit peu à peu dans le laboratoire, et le groupe parvient à atteindre l'antidote posé sur la table. Mais Joe libère les piranhas et s'enfuit avec l'antidote.
Chuck affronte seul les piranhas. Fly voit Joe s'enfuir par la pompe et décide de l'affronter malgré sa blessure. Fly pousse Joe à boire de l'antidote en lui posant des questions improbables. Finalement, Joe boit trop d'antidote, se transforme en humain et, n'étant plus capable de respirer sous l'eau, se noie sous les yeux de Fly qui récupère l'antidote. Alors que les enfants s'apprêtent à le boire, ils sont emportés par le courant causé par toute l'eau qui a envahi le laboratoire. Bill et le Professeur ouvrent la porte afin de faire évacuer toute l'eau.
Chuck, Stella, Lisa et Anna se réveillent trempés dans le laboratoire vidé de l'eau. Anna est soulagée de revoir Chuck, tout comme Bill et Lisa de revoir Stella. Mais la joie est de courte durée puisque Fly n'est pas là. Chuck monte à l'étage et découvre avec horreur son corps sans vie. Heureusement, il s'avère que c'est seulement le poisson volant que Fly a remarqué au début du film. Le vrai Fly est finalement retrouvé, la jambe blessée, mais bien vivant et redevenu humain, pour la plus grande joie de tous. Fly félicite Chuck pour son plan génial.
Quelque temps après, toute la famille profite d'un moment de détente à la plage près du labo du professeur. Seule Stella est déprimée, ne pouvant s'empêcher de penser à son amie Sacha qui lui manque cruellement. C'est alors que Sacha apparaît au bord de l'eau, pour son plus grand bonheur. Chuck et le Professeur parviennent à modifier l'ADN de Sacha afin de la transformer en cheval. Le film se termine alors que Stella chevauche Sacha et qu'elles courent ensemble sur la plage.

## Personnages principaux
- - Fly: Fly est le grand frère de Stella et le cousin de Chuck. C'est un adolescent passionné par la pêche, insouciant mais au grand cœur. Il n'hésite pas à se transformer en poisson pour aller sauver sa sœur Stella, transformée peu de temps avant lui. Il taquine souvent son cousin Chuck à cause de son côté coincé, mais au fond il l'apprécie beaucoup. Malgré leur situation catastrophique, il reste toujours optimiste. Sa ruse permet au groupe d'échapper à bien des pièges. Il se transforme en poisson volant de Californie (D'où son nom "Fly" qui signifie "voler" en anglais). À la fin du film, il retrouve sa forme humaine.
  - Stella: Petite sœur de Fly et cousine de Chuck, c'est une petite fille adorable et curieuse. Elle boit par mégarde la potion du professeur qui transforme les humains en poissons, entraînant ainsi son frère et son cousin avec elle dans cette mésaventure. Stella se prend vite d'affection pour Sacha, un hippocampe que Fly a pêché, et qui deviendra vite son amie. Elle se transforme en étoile de mer (d'où son nom "Stella" qui signifie "étoile" en latin). À la fin du film, elle retrouve sa forme humaine.
  - Chuck: De son vrai nom Charles, Chuck est le cousin de Fly et Stella. C'est le stéréotype de l'adolescent surdoué et coincé. Il est souvent agacé par l’insouciance de Fly, tout comme Fly est agacé par son pessimisme. Mais ce trait de caractère disparaitra à la fin du film, où l'intelligence et la détermination de Chuck se révèleront essentielles. Il s'est transformé en méduse à cause de sa forte corpulence. À la fin du film, il réussit à avaler l'antidote et redevient humain.
  - Joe: Joe est un poisson pilote qui a accidentellement avalé l'antidote du Professeur, tout comme son compagnon requin, ce qui lui a accordé l'intelligence humaine. Grâce à son charisme, il convainc facilement tous les poissons que l'antidote peut leur permettre d'évoluer et de créer une société idéale, dont il serait le maître absolu. Joe pourchasse Fly, Stella et Chuck dans le but d'obtenir plus d'antidote. Il meurt noyé après s'être transformé en humain après avoir bu trop d'antidote car comme il l'avait dit "Un humain ne peut respirer sous l'eau".
  - Sacha: Sacha est un hippocampe que Fly pêche au début du film. Stella s'est très vite attachée à elle et elles deviendront de grandes amies. Sacha se révèlera être une fidèle alliée pour Fly, Stella et Chuck. À la fin du film, elle prendra la forme d'un petit cheval pour rester au côté de Stella.

## Fiche technique
- Réalisation : Stefan Fjeldmark et Michael Hegner
- Scénario : Stefan Fjeldmark et Karsten Kiilerich
- Musique : Søren Hyldgaard
- Décors : José Martinez, Man Arenas
- Animation : Michael Helmuth, Luca Fattore, Christian Kuntz
- Direction artistique : Matthias Lechner
- Production : Russell Boland, Eberhard Junkersdorf, Anders Mastrup
- Société de distribution : CTV International
- Langue originale : danois, anglais
- Format : couleur — 35 mm — 1,85:1 — son Dolby stéréo
- Dates de sortie :
  - Danemark : 6 octobre 2000
  - France : 11 avril 2001

## Distribution

### Voix danoises
- Nis Bank-Mikkelsen : Joe
- Søren Sætter-Lassen : Professeur H.O. MacKrill
- Sebastian Jessen : Fly
- Morten Kernn Nielsen : Chuck
- Paprika Steen : la mère (Lisa)
- Pil Neja : Stella
- Dick Kaysø : le requin
- Ulf Pilgaard : le crabe
- Martin Brygmann : Seabass
- Zlatko Buric : le chauffeur de bus
- Ghita Nørby : Tante Anna
- Peter Gantzler : le père

### Voix anglaises
- Alan Rickman : Joe
- Terry Jones : Professeur H.O. MacKrill
- Jeff Pace : Fly
- Aaron Paul : Chuck
- Michelle Westerson : Stella
- Louise Fribo : Sacha
- David Bateson : le requin, le Crabe
- Teryl Rothery : Lisa
- John Payne : Bill
- Pauline Newstone : Tante Anna
- Richard Newman : le chauffeur de bus
- Ian James Corlett : le 1er poisson attendant le bus
- Tabitha St.Germain : le 2e poisson attendant le bus
- Gerry Chalk : le 3e poisson attendant le bus
- Michael Dobson : le crabe portier
- Scott McNeil : Sea Bass

### Voix françaises
- Donald Reignoux : Fly
- Stéphane Ronchewski : Charles (dit Chuck), le cousin de Fly et Stella
- Florine Orphelin : Stella, la petite sœur de Fly
- Daniel Beretta : Joe
- Patrick Préjean : le professeur H.O. Crevette
- Pascal Renwick : le requin
- Christine Delaroche : Anna, la mère de Charles et la tante de Fly et Stella
- Catherine Hamilty : Lisa, la mère de Fly et de Stella
- Sylvain Lemarié : Bill, le père de Fly et de Stella

## Chansons du film
- Mon amour océan (Oceanlove) - Anggun
- Je suis un petit poisson (I'm a little yellow fish) - Victoria
- Poissionnant (Fishtastic) - Le professeur Crevette (Terry Jones (en), Patrick Préjean (fr))
- Plus rien n'est pareil (Suddenly) - Lââm
- Prince des écailles (Intelligence) - Joe (Alan Rickman (en), Daniel Beretta (fr))
- Avec un peu de magie (Do you believe in Magic ?) - Victoria
- Le Groove des Requins (Funky Sharks) - Yannick
- Close your eyes - Patricia Kaas